# Arnedo (Comarca)
Die Comarca Arnedo ist eine der zwölf Comarcas in der autonomen Gemeinschaft La Rioja.
Die im Südosten gelegene Comarca umfasst 13 Gemeinden auf einer Fläche von 478,18 km².

## Gemeinden
| Gemeinde             | Einwohner (2024) | Fläche km² | Dichte Einw./km² | Cod INE | Postleitzahl |
| -------------------- | ---------------- | ---------- | ---------------- | ------- | ------------ |
| Arnedillo            | 428              | 48,33      | 9                | 26017   | 26589        |
| Arnedo               | 15.219           | 85,40      | 178              | 26018   | 26580        |
| Bergasa              | 170              | 27,09      | 6                | 26028   | 26588        |
| Bergasillas Bajera   | 36               | 9,70       | 4                | 26029   | 26588        |
| Enciso               | 170              | 69,69      | 2                | 26058   | 26586        |
| Herce                | 338              | 17,21      | 20               | 26072   | 26584        |
| Munilla              | 98               | 54,19      | 2                | 26098   | 26586        |
| Muro de Aguas        | 54               | 30,90      | 2                | 26100   | 26587        |
| Préjano              | 223              | 42,40      | 5                | 26119   | 26589        |
| Quel                 | 2.139            | 54,78      | 39               | 26120   | 26570        |
| Santa Eulalia Bajera | 111              | 8,43       | 13               | 26136   | 26585        |
| Villarroya           | 4                | 11,77      | 0                | 26173   | 26587        |
| Zarzosa              | 14               | 18,29      | 1                | 26181   | 26586        |
| Comarca Arnedo       | 19.004           | 478,18     | 40               | –       | –            |

1. ↑  Instituto Nacional de Estadística Municipal Register of Spain